# دهستان سفلی (خرامه)
دهستان سفلی (sofla) نام دهستانی در بخش کربال شهرستان خرامه، استان فارس در ایران است. براساس سرشماری مرکز آمار ایران در سال ۱۳۸۵، جمعیت آن 2200 نفر (۱۶۱۱ خانوار) بوده‌است.روستاهای همسایه این دهستان عبارتند از : کوشک و قوام آباد ،رشید آباد، بنجیر ، حسین آباد. علت نام گذاری این دهستان این است که این دهستان در بخش پایینی رودخانه کر قرار گرفته و در عربی پایین به معنی سفلی میباشد. امير عضد الدوله ديليمی بر روی رودخانه کر یک سد به نام بند امیر ساخت و دشت کربال را به بخش پایین دستی (سفلی ) و بخش بالا دستی (علیا ) تقسیم نمود.این دو بخش بال های رودخانه کر هستند به همین دلیل به آنها کربال گفته میشود.